# Бланманже

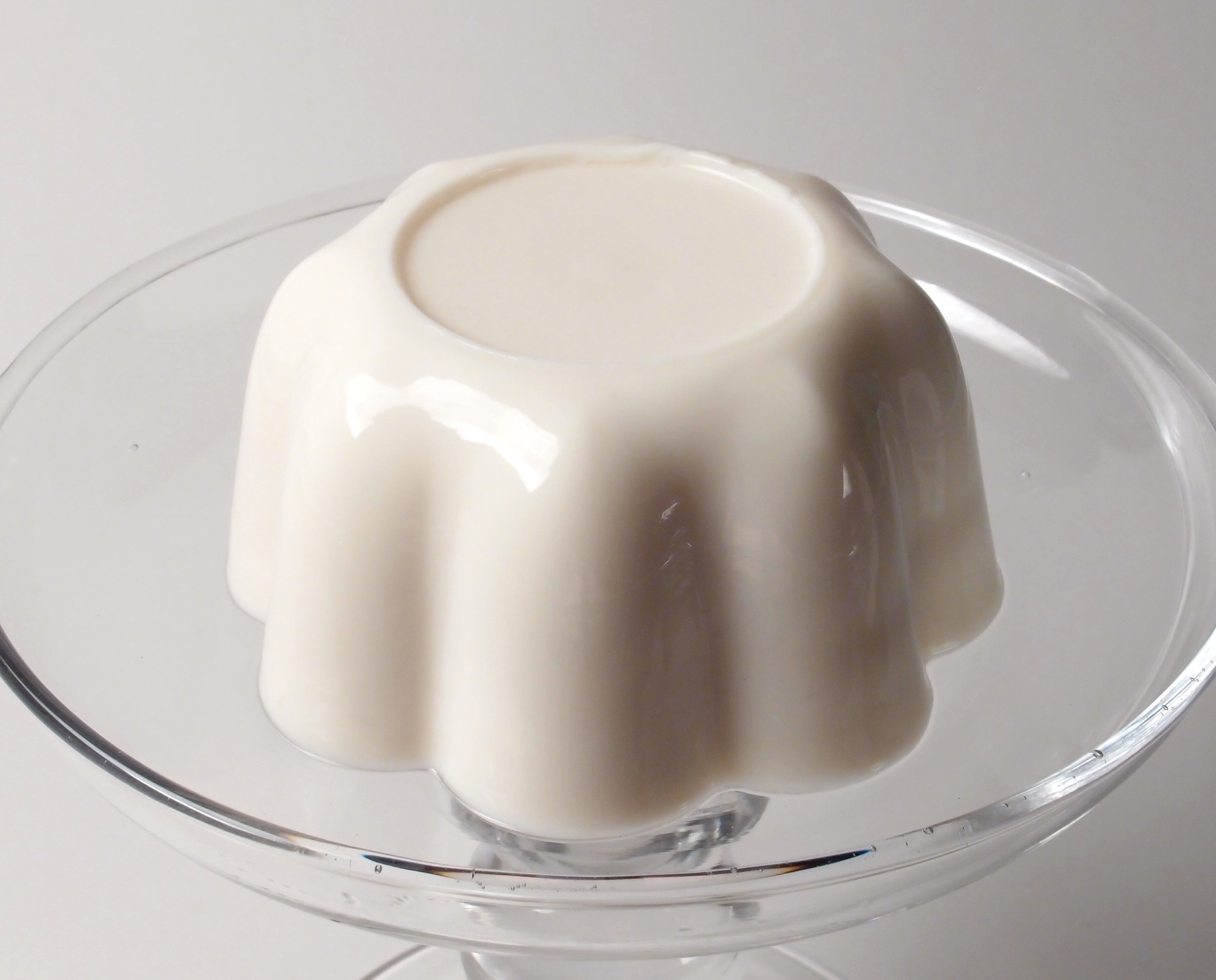
Бланманже в креманке

Бланманже́ (от фр. blancmanger) — холодное желированное сладкое блюдо, желе из миндального или коровьего молока, сахара и желатина.

## История
Происхождение бланманже точно не известно. По одной из теорий, блюдо появилось после того, как арабы привезли рис и миндаль в Европу в раннем Средневековье. Другие предположения связаны с эволюцией похожих европейских блюд, например, известного в Дании XIII века hwit moos («белая каша»), англо-норманнского blanc desirree («белое сирийское») или старонидерландского calijs (от латинского colare, «цедить»). Старейший рецепт аналогичного блюда обнаружен в копии датской поваренной книги Хенрика Харпестранга, который умер в 1244 году, что позволяет датировать её концом XII или началом XIII века. Эта книга могла в свою очередь быть переводом более раннего немецкого или даже латинского манускрипта.
В Средние века бланманже было популярным европейским блюдом; оно упомянуто у Чосера в «Кентерберийских рассказах» и в кулинарной книге начала XV века, составленной придворными поварами Ричарда II. В то время основными ингредиентами были коровье или миндальное молоко, сахар, нашинкованная курица или рыба (варёные кости рыбы как аналог желатина), розовая вода, рисовая мука. Полученную смесь тушили на огне.
В России бланманже традиционно подавалось в начале сладкого стола, для украшения в центр блюда иногда помещали зажжённую свечу. Кроме того, оно присутствовало на поминальных обедах.
Бланманже упоминается в русской литературе и кинематографе как символ изысканного десерта: «Тебе, дружок, и горький хрен — малина, А мне и бланманже — полынь!» (Козьма Прутков, басня «Разница вкусов»).

## Состав

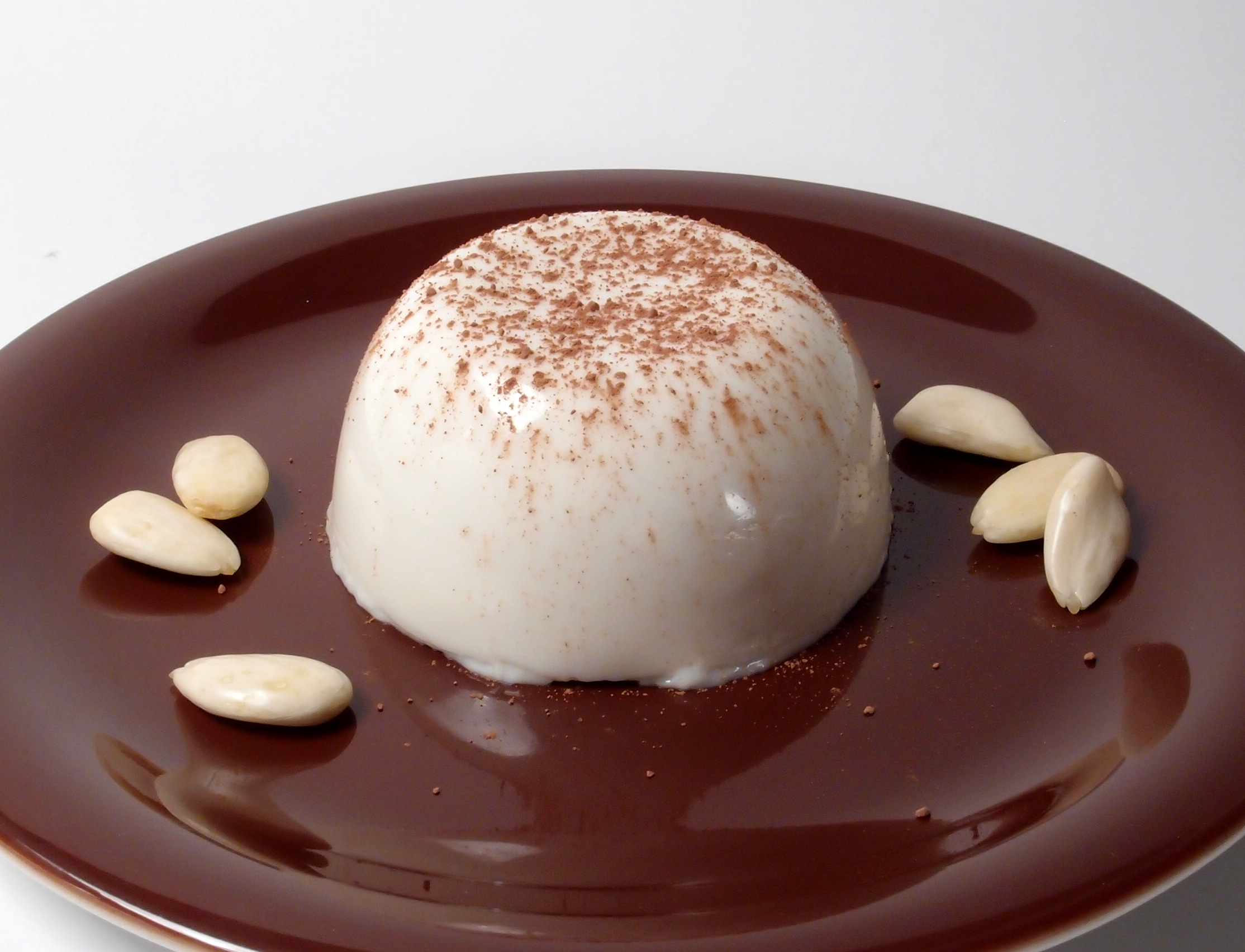
Бланманже, посыпанное какао и сервированное с миндалём

Традиционный рецепт бланманже включает миндальное молоко, рисовую муку или крахмал, сахар и специи (ваниль, мускатный орех и другие).
Современные рецепты часто предусматривают желатин или другие желеобразующие добавки: благодаря им желе становится более плотным и держит форму.
Иногда в бланманже добавляют:
- молотые орехи (миндаль, фисташки, грецкие и другие);
- какао;
- ягоды, фрукты, цукаты;
- мяту или мятную эссенцию;
- ром или другой алкоголь;
- аррорут[10].